# Issue
En computación, el término issue se atribuye a la unidad de trabajo para realizar una mejora en un Sistema informático. Un issue puede ser el arreglo de un fallo, una característica pedida, una tarea, un pedido de Documentación específico y todo tipo de solicitud al equipo de desarrollo.
En grandes proyectos de software (especialmente en los de software libre) el software de administración de issues es fundamental para coordinar el trabajo de los desarrolladores.